# Stazione di Palermo De Gasperi
La stazione di Palermo De Gasperi è una fermata ferroviaria del passante ferroviario di Palermo, posta sulla linea per Trapani, attivata formalmente da RFI il 30 giugno 2024.

## Storia
La stazione, completamente sotterranea, è stata realizzata grazie alla fresa automatizzata ed è situata in Via Monti Iblei, all'incrocio con Via De Gasperi, nei pressi del ponte di Viale Belgio. La fermata si trova in linea diretta con l'ingresso dello stadio Renzo Barbera di Palermo. 
Durante la revisione del progetto la stazione prese il nome Belgio per poi tornare definitivamente De Gasperi.